# Dolophones clypeata
Dolophones clypeata là một loài nhện trong họ Araneidae.
Loài này thuộc chi Dolophones. Dolophones clypeata được Ludwig Carl Christian Koch miêu tả năm 1871.